# Taccarum peregrinum
Taccarum peregrinum är en kallaväxtart som först beskrevs av Heinrich Wilhelm Schott, och fick sitt nu gällande namn av Adolf Engler. Taccarum peregrinum ingår i släktet Taccarum och familjen kallaväxter. Inga underarter finns listade.